# Молон-хан
Молон-хан (1437—1466) — 17-й великий каган Монгольського ханства в 1465—1466 роках.

## Життєпис
Походив з гілки Хубілаїдів династії Чингізидів. Син кагана Тайсун-хана. Його матір'ю була Алтана з племені монголів-горлосів. Народився у 1437 році. У 1453 році загинув його батько. Ймовірно, після сходження його брата Махагургіс-хана на трон отримав титул тайши. У 1465 році Махагургіс-хан загинув у протистоянні з ордоськими монголами. Новим каганом Доголон-тайша, очільник монголів-туметів, поставив Молона.
Новий правитель не мав великого авторитету, боротьба між південними та північними монгольськими племенами тривала, ойрати стали фактично незалежними. У 1466 році за підтримки ордоських нойонів Мунке і Хатан-буги вирішив приборкати впливового феодала Мууліхай-вана, але в битві Молон-хан зазнав поразки й загинув. Мууліхай-ван планував оголошення себе новим каганом, але загинув внаслідок змови ще до того, як тайши і нойони могли його оголосити таким. Це спричинило майже 10-річну війну між монгольськими родами за право поставити свого кагана на трон. Лише у 1475 році обрано нового правителя — Мандуул-хана.